# Station Rochefort-Jemelle
Station Rochefort-Jemelle (tot 10 juni 2017 Jemelle) is een spoorwegstation langs spoorlijn 162 (Namen – Aarlen – Luxemburg) in Jemelle, een deelgemeente van de stad Rochefort.
In het station was een aftakking naar spoorlijn 150 naar Tamines.
In de loop van 2021 sloten de loketten hun deuren. Sindsdien is het een stopplaats.

## Naamswijziging
In 2017 veranderde de naam van het station van Jemelle in Rochefort-Jemelle. Volgens de NMBS ging het om een aanpassing aan de economische en toeristische realiteit van Rochefort. Het invoeren van Rochefort in de stationsnaam gebeurde tijdens de ambtstermijn van minister van Mobiliteit François Bellot, op dat moment titelvoerend burgemeester van Rochefort.

## Treindienst
| Serie              | Treinsoort           | Route | Bijzonderheden                                                           |
| ------------------ | -------------------- | --- | ------------------------------------------------------------------------ |
| IC 16              | Intercity (NMBS/CFL) | Brussel-Zuid – Namen – Rochefort-Jemelle – Luxemburg                                                                  |                                                                          |
| L 950              | L-trein (NMBS)       | Marloie – Rochefort-Jemelle – Libramont                                                                               | Rijdt 1x/2 uur.                                                          |
| L 6150             | L-trein (NMBS)       | Ciney – Rochefort-Jemelle                                                                                             |                                                                          |
| P 7600/8600        | Piekuurtrein (NMBS)  | Rochefort-Jemelle – Namen – Brussel-Zuid                                                                              | Rijdt alleen op werkdagen. Een trein Brussel - Rochefort-Jemelle.        |
| P 7610/8610        | Piekuurtrein (NMBS)  | Libramont – Rochefort-Jemelle – Ciney                                                                                 | Rijdt alleen op werkdagen.                                               |
| P 7620/8620RE 8600 | Piekuurtrein (NMBS)  | [ Luxemburg – Virton ] / [ [ Aarlen – Virton – ] / [ Dinant – ] Libramont – [ Rochefort-Jemelle – Ciney ] ]           | Een rechtstreekse trein Aarlen - Libramont. Een trein Libramont - Ciney. |
| P 7670/8670        | Piekuurtrein (NMBS)  | [ Namen – Sart-Bernard ] / [ Rochefort-Jemelle – [ Libramont ] / [ Rivage – Luik-Guillemins – Luik-Sint-Lambertus ] ] | Rijdt alleen op werkdagen.                                               |

## Galerij

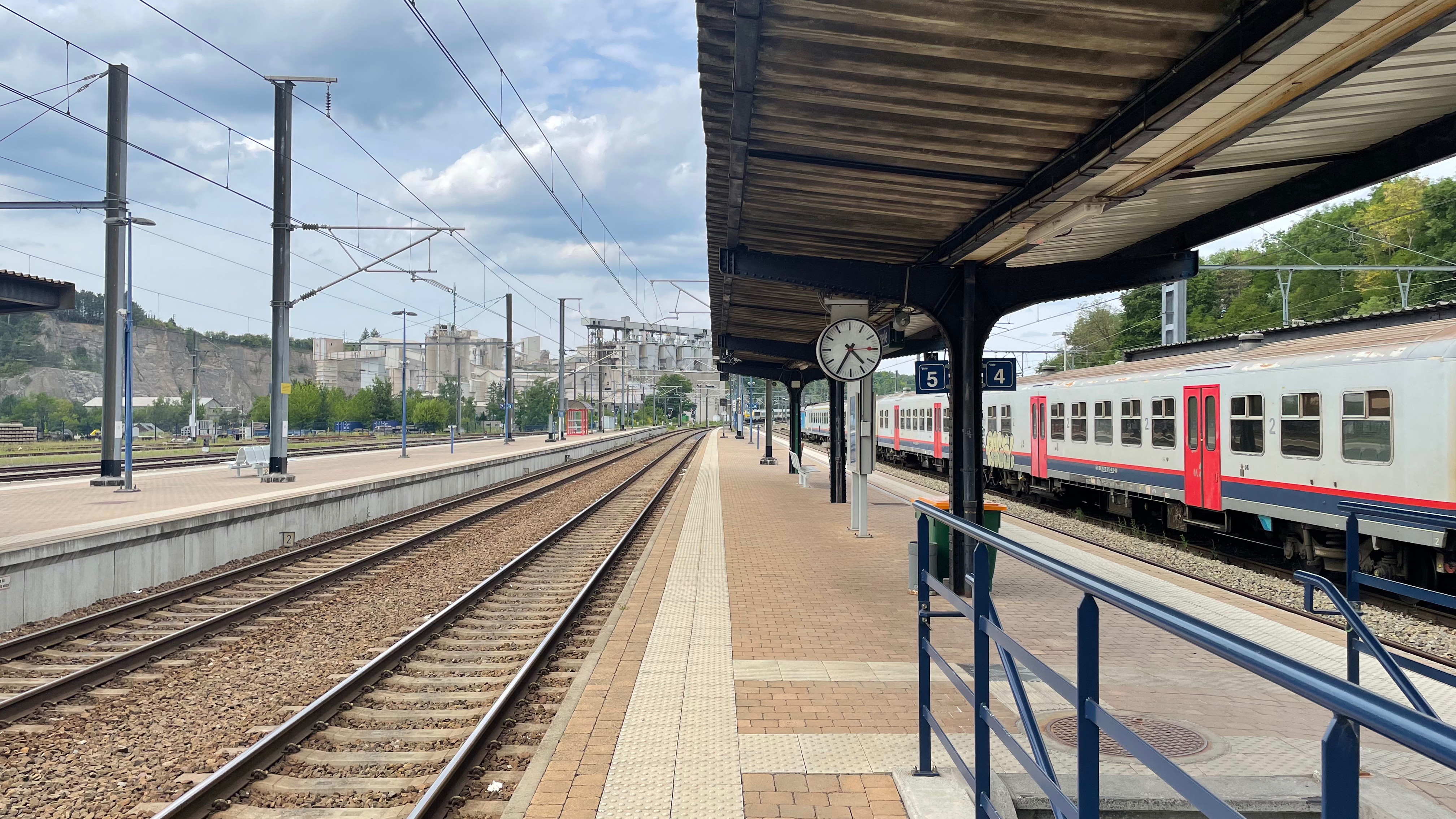
Zicht op het perron
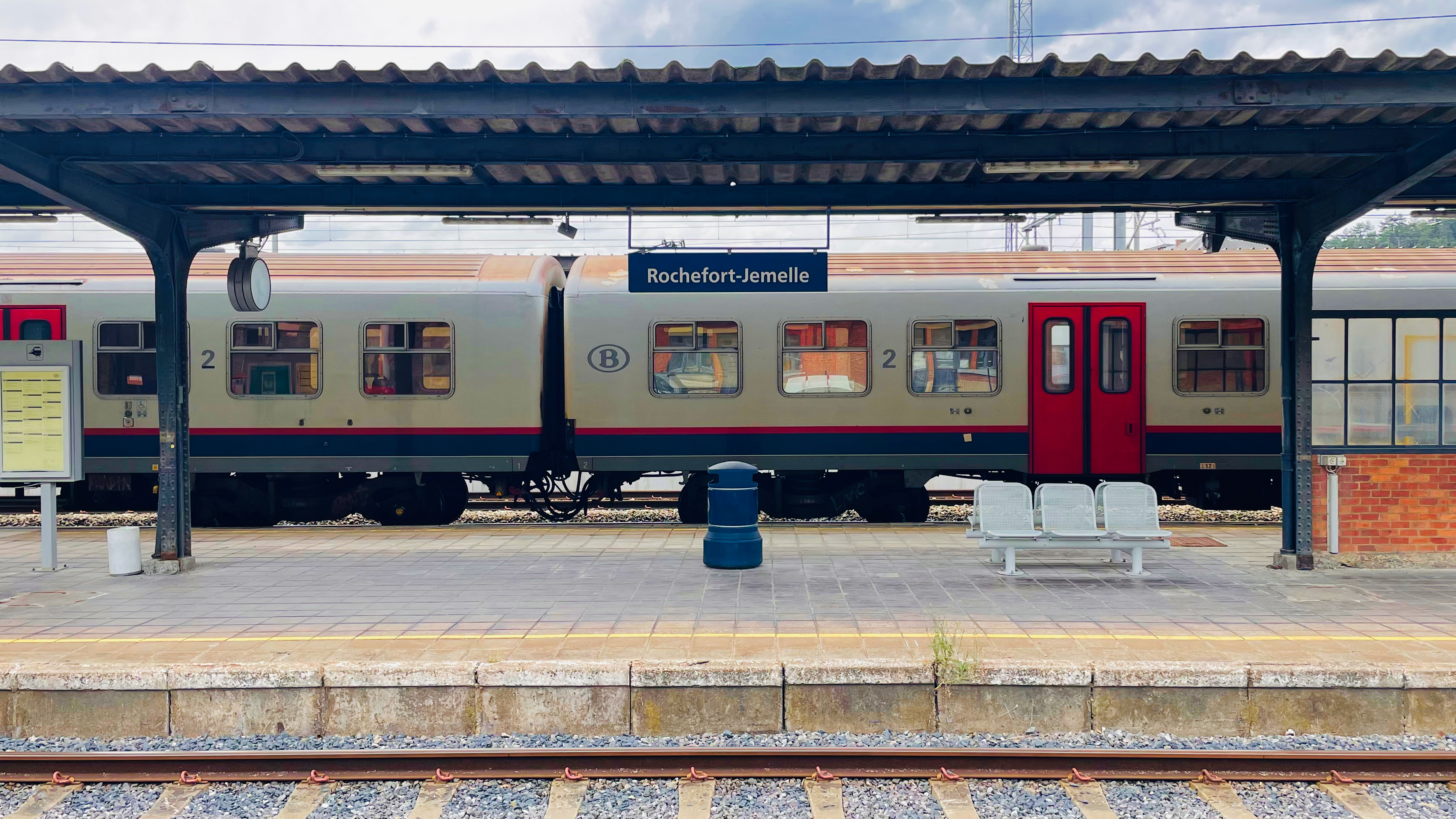
Plaatsnaambord
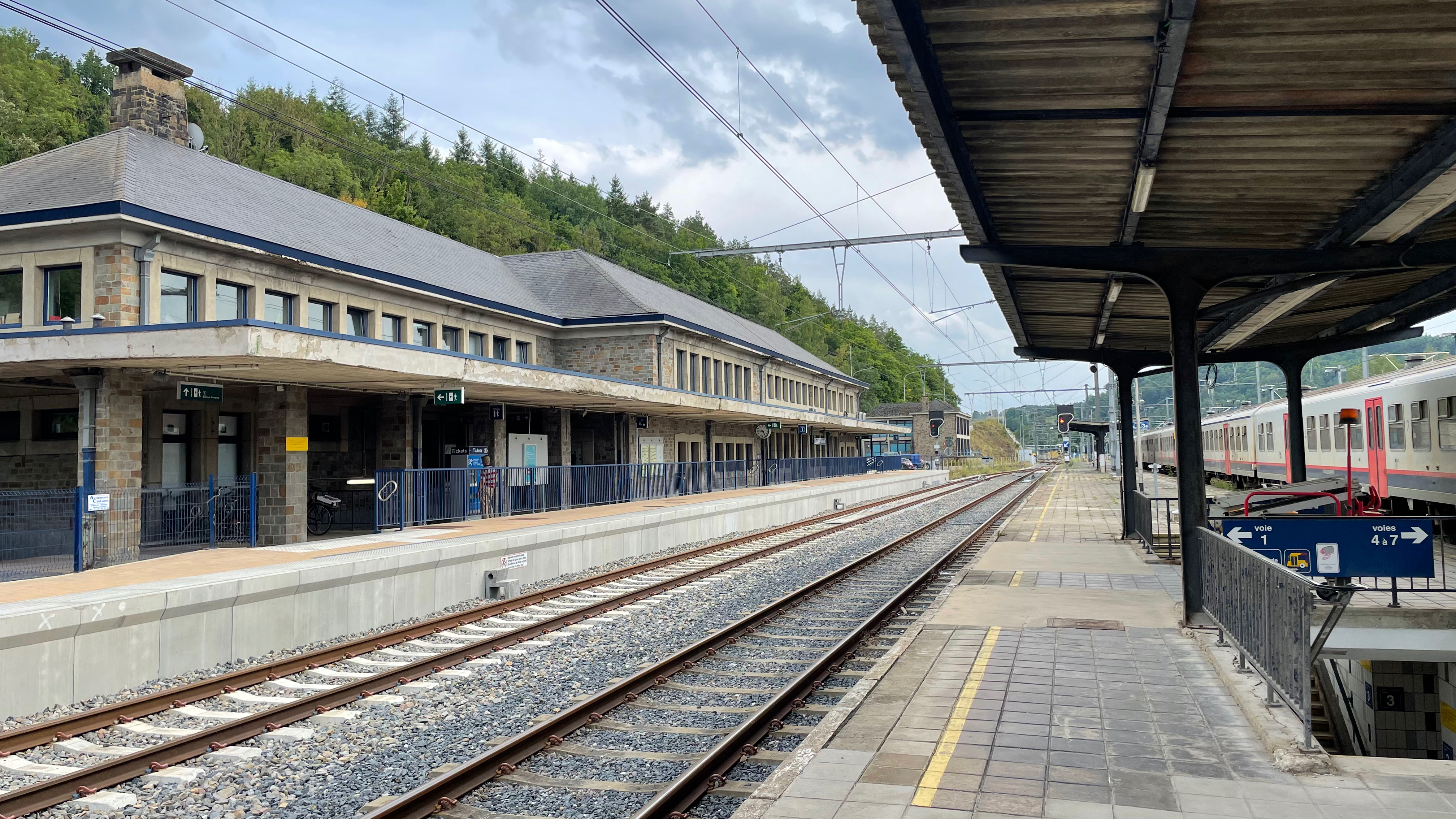
Zicht op de sporen

## Reizigerstellingen
De grafiek en tabel geven het gemiddeld aantal instappende reizigers weer op een week-, zater- en zondag.
| Tabel: aantal instappende reizigers station Rochefort-Jemelle | Tabel: aantal instappende reizigers station Rochefort-Jemelle | Tabel: aantal instappende reizigers station Rochefort-Jemelle | Tabel: aantal instappende reizigers station Rochefort-Jemelle |
|                                                               | Weekdag                                                       | Zaterdag                                                      | Zondag                                                        |
| ------------------------------------------------------------- | ------------------------------------------------------------- | ------------------------------------------------------------- | ------------------------------------------------------------- |
| 1977                                                          | 1 969                                                         | 959                                                           | 1 357                                                         |
| 1978                                                          | 1 779                                                         | 814                                                           | 900                                                           |
| 1979                                                          | 1 787                                                         | 666                                                           | 1 234                                                         |
| 1980                                                          | 1 723                                                         | 809                                                           | 1 028                                                         |
| 1981                                                          | 1 491                                                         | 579                                                           | 741                                                           |
| 1982                                                          | 1 900                                                         | 607                                                           | 1 112                                                         |
| 1983                                                          | 1 506                                                         | 541                                                           | 618                                                           |
| 1984                                                          | 1 552                                                         | 596                                                           | 776                                                           |
| 1985                                                          | 1 529                                                         | 457                                                           | 775                                                           |
| 1986                                                          | 1 229                                                         | 458                                                           | 642                                                           |
| 1987                                                          | 1 464                                                         | 478                                                           | 832                                                           |
| 1988                                                          | 1 393                                                         | 455                                                           | 707                                                           |
| 1989                                                          | 1 406                                                         | 645                                                           | 650                                                           |
| 1990                                                          | 1 130                                                         | 486                                                           | 583                                                           |
| 1991                                                          | 1 350                                                         | 446                                                           | 762                                                           |
| 1992                                                          | 1 178                                                         | 484                                                           | 784                                                           |
| 1993                                                          | 1 195                                                         | 379                                                           | 676                                                           |
| 1994                                                          | 1 299                                                         | 395                                                           | 642                                                           |
| 1995                                                          | 1 279                                                         | 444                                                           | 660                                                           |
| 1996                                                          | 1 250                                                         | 419                                                           | 541                                                           |
| 1997                                                          | 1 342                                                         | 448                                                           | 882                                                           |
| 1998                                                          | 1 316                                                         | 410                                                           | 964                                                           |
| 1999                                                          | 954                                                           | 307                                                           | 654                                                           |
| 2000                                                          | 1 013                                                         | 370                                                           | 761                                                           |
| 2001                                                          | 988                                                           | 414                                                           | 629                                                           |
| 2002                                                          | 980                                                           | 382                                                           | 594                                                           |
| 2003                                                          | 862                                                           | 363                                                           | 492                                                           |
| 2004                                                          | 902                                                           | 333                                                           | 716                                                           |
| 2005                                                          | 1 027                                                         | 355                                                           | 585                                                           |
| 2006                                                          | 963                                                           | 401                                                           | 662                                                           |
| 2007                                                          | 936                                                           | 437                                                           | 678                                                           |
| 2008                                                          | -                                                             | -                                                             | -                                                             |
| 2009                                                          | 921                                                           | 346                                                           | 505                                                           |
| 2010                                                          | -                                                             | -                                                             | -                                                             |
| 2011                                                          | -                                                             | -                                                             | -                                                             |
| 2012                                                          | 906                                                           | 299                                                           | 448                                                           |
| 2013                                                          | 765                                                           | 397                                                           | 480                                                           |
| 2014                                                          | 883                                                           | 285                                                           | 503                                                           |
| 2015                                                          | 769                                                           | 281                                                           | 438                                                           |
| 2016                                                          | 689                                                           | 291                                                           | 369                                                           |
| 2017                                                          | 704                                                           | 317                                                           | 338                                                           |
| 2018                                                          | 651                                                           | 366                                                           | 490                                                           |
| 2019                                                          | 647                                                           | 277                                                           | 402                                                           |
| 2020                                                          | 444                                                           | 448                                                           | 443                                                           |
| 2021                                                          | -                                                             | -                                                             | -                                                             |
| 2022                                                          | 664                                                           | 359                                                           | 582                                                           |
| 2023                                                          | 729                                                           | 419                                                           | 595                                                           |
| 2024                                                          | 698                                                           | 510                                                           | 684                                                           |

0,0: Tamines ·
2,7: Falisolle ·
5,6: Aisemont ·
10,5: Fosses-la-Ville ·
13,3: Bambois ·
17,4: Saint-Gérard ·
20,7: Mettet ·
24,3: Furneaux ·
25,3: Ermeton-sur-Biert ·
28,2: Maredret ·
29,8: Denée-Maredsous ·
31,3: Sosoye ·
32,8: Falaën ·
35,1: Haut-le-Wastia ·
37,4: Warnant ·
40,3: Anhée ·
41,4: Anhée-Jonction ·
Bouvignes-sur-Meuse ·
Dinant ·
Neffe ·
Anseremme ·
Walzin ·
Gendron-Celles ·
Château d'Ardenne ·
0,0: Houyet ·
3,7: Hour-Havenne ·
5,1: Wanlin ·
8,2: Vignée ·
11,1: Villers-sur-Lesse ·
15,3: Eprave ·
19,3: Rochefort ·
23,1: Jemelle
0,0: Namen ·
2,1: Jambes-Oost ·
5,0: Dave-Saint-Martin ·
7,8: Naninne ·
10,9: Sart-Bernard ·
14,0: Courrière ·
16,7: Assesse ·
18,3: Florée ·
20,5: Natoye ·
26,4: Braibant ·
29,0: Ciney ·
32,0: Leignon ·
32,9: Chapois ·
39,1: Haversin ·
45,8: Hogne ·
48,9: Aye ·
51,2: Marloie ·
57,6: Rochefort-Jemelle ·
60,0: Forrières ·
62,8: Lesterny ·
65,9: Grupont ·
72,1: Mirwart ·
76,2: Poix-Saint-Hubert ·
80,0: Hatrival ·
89,7: Libramont ·
94,8: Verlaine ·
98,5: Neufchâteau ·
100,4: Hamipré ·
105,0: Cousteumont ·
107,1: Lavaux ·
111,1: Mellier ·
114,8: Marbehan ·
115,9: Rulles ·
118,5: Houdemont ·
121,6: Habay ·
125,8: Hachy ·
128,0: Fouches ·
132,7: Stockem ·
134,0: Viville ·
135,8: Aarlen ·
137,6: Weyler ·
140,3: Autelbas ·
142,6: Barnich ·
145,5: Sterpenich